# Теракт в Ставрополе (2010)
Террористический акт в Ставрополе произошёл 26 мая 2010 года.
Взрывное устройство сработало на улице Ленина, 251 в 18:45 по московскому времени. Самодельное взрывное устройство, мощность которого составила около 400 граммов в тротиловом эквиваленте, было замаскировано под пакет сока и начинено металлическими поражающими элементами. Бомба была оставлена под ивой рядом с Дворцом культуры и спорта.
В 19:00 во Дворце культуры должен был начаться концерт чеченского танцевального ансамбля «Вайнах» и перед Дворцом культуры собирались зрители. Взрывное устройство было приведено в действие дистанционно.

## Предыстория[4]
Афиши ансамбля «Вайнах» были развешены по всему городу. Выступление чеченского танцевального коллектива, который имеет едва ли не вековую историю, анонсировали везде, где можно. Желающих пойти на концерт к артистам было много.

## Хронология событий и жертвы
26 мая у ставропольского ДКиС собралась толпа людей: четыре сотни купили билеты, ещё 150 человек пришли по пригласительным. До выступления оставалось пару минут. Поток людей в очереди оживился: зрители направились в помещение Дворца, чтобы занимать места в зале. 
В 19:00 на сцену ставропольского Дворца культуры и спорта должны были выйти артисты чеченского национального танцевального ансамбля «Вайнах». Выступления танцоров очень ждали чеченцы: в толпе у входа в здание их было особенно много. Зрители постепенно заходили в ДК. 
В 18:45 на площади прогремел взрыв. Вздрогнул весь город. 
По словам очевидцев, несколько секунд после взрыва у входа в ДК стояла абсолютная тишина. Очень скоро её нарушили жуткие крики пострадавших. Площадка у Дворца культуры покрылась пятнами крови. 
Через несколько минут к зданию подойти было уже невозможно. Движение на участке улицы Ленина перекрыли, площадь оцепили ограничительными лентами, людей перестали пускать, начиная от переулка Зоотехнический до пересечения с улицей Ломоносова. На месте событий уже были силовики и службы экстренного реагирования. Рядом толпились журналисты. Никто не понимал, что случилось.
От здания Дворца отъезжали машины скорой помощи. Они отвозили раненых в больницы Ставрополя. Количество мирных жителей, погибших в результате теракта установят не сразу. 
Первые похороны жертв теракта прошли в четверг 27 мая. Правительство России распорядилось о материальной помощи для семей, которых коснулась трагедия. Из бюджета России было направлено 18 миллионов рублей, чтобы выплатить компенсации родственникам погибших и пострадавшим. Первым причиталось по 700 тысяч рублей, вторым – по 300 тысяч за серьёзный вред здоровью и по 150 тысяч – за лёгкие ранения.
Организаторов теракта, как станет известно по итогам расследования, было трое. Абибулла Абдуллаев и Фарид Мисриев были уничтожены силовиками во время спецопераций. Единственного выжившего боевика задержали в ноябре 2010 года.
В результате теракта погибли 8 человек, 57 получили ранения, в том числе 14 сотрудников правоохранительных органов. 28 мая в Ставропольском крае был объявлен днем траура по погибшим.

## Расследование
Следственный комитет при прокуратуре Российской Федерации возбудил уголовное дело по статьям 205 УК РФ («террористический акт»), части 2 статьи 105 («убийство двух и более лиц, совершённое общеопасным способом») и по статье 222 УК РФ («незаконный оборот взрывчатых веществ»). Также были возбуждены уголовные дела по статье «халатность».
23 ноября 2010 года правоохранительными органами по подозрению в организации и осуществлении теракта был задержан уроженец Дагестана.
3 сентября 2011 года в Ставропольском краевом суде начался процесс над 21-летним уроженцем Дагестана Черкесом Рустамовым — единственным выжившим (два его сообщника, Абибулла Абдуллаев и Фарид Мисриев, были уничтожены ранее) участником теракта.
13 марта 2012 года Рустамов был приговорён к пожизненному лишению свободы. Своей вины он не признал. Адвокаты обвиняемого попытались обжаловать приговор, но 12 июля Верховный суд принял решение оставить его без изменений.